# A Muñoz Seca, A Catalunya
A Muñoz Seca, A Catalunya és un monument de pedra col·locat en un parterre davant del Local Social de l'Associació de Veïns de Montbau, al número 31 del carrer Roig i Solé de Barcelona. Es va fer col·locar l'any 1961, amb una inscripció de lletres metàl·liques clavades a la pedra que hi deia: 'Montbau a Muñoz Seca'. En aquells anys de la dictadura, l'Associació de Veïns estava presidida per militars, admiradors del dramaturg Pedro Muñoz Seca, que el 1936, al començament de la Guerra Civil espanyola, havia sigut afusellat a Paracuellos del Jarama per les milícies anarcosindicalistes. Amb l'arribada de la democràcia algú va anar traient les lletres, fins que només van quedar tres lletres de la paraula Montbau (la ema, la ena, la be). A començament dels anys 80, un veí del barri hi va pintar les quatre barres, i així ha quedat fins ara.